# Stefaniola congregata
Stefaniola congregata är en tvåvingeart som först beskrevs av Marikovskij 1953.  Stefaniola congregata ingår i släktet Stefaniola och familjen gallmyggor. Inga underarter finns listade i Catalogue of Life.